# 巴甫洛夫斯克宮

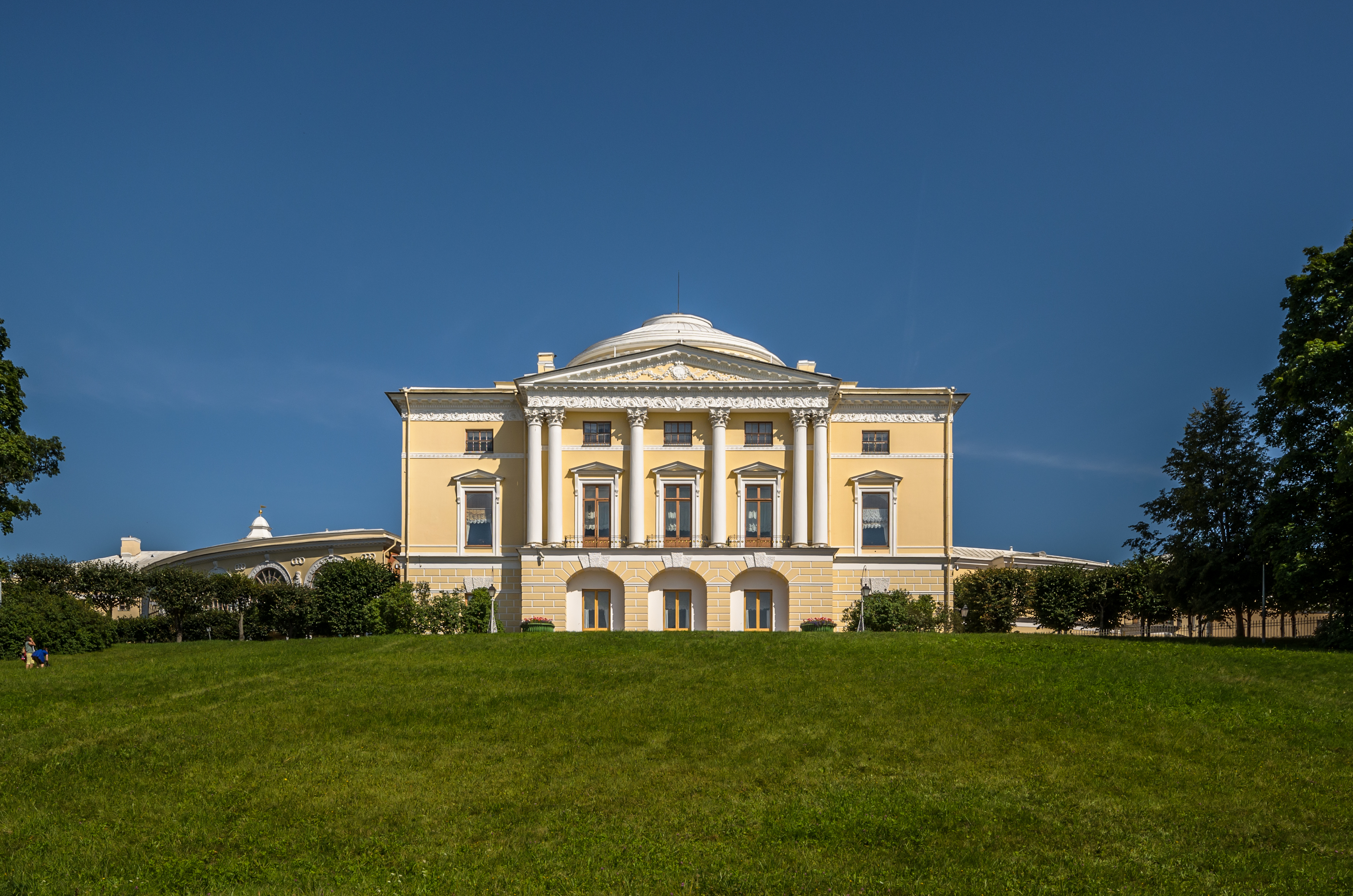

巴甫洛夫斯克宮（Pavlovsk Palace）是位於俄羅斯聖彼得堡市郊巴甫洛夫斯克的一座修建於18世紀的宮殿。巴甫洛夫斯克宮始建於葉卡捷琳娜二世統治時期。保羅一世去世之後，巴甫洛夫斯克宮是他的遺孀瑪麗亞·費奧多羅芙娜皇后的居住地。巴甫洛夫斯克宮和其附屬的英國花園現在是博物館和公園。